# Anemochorie

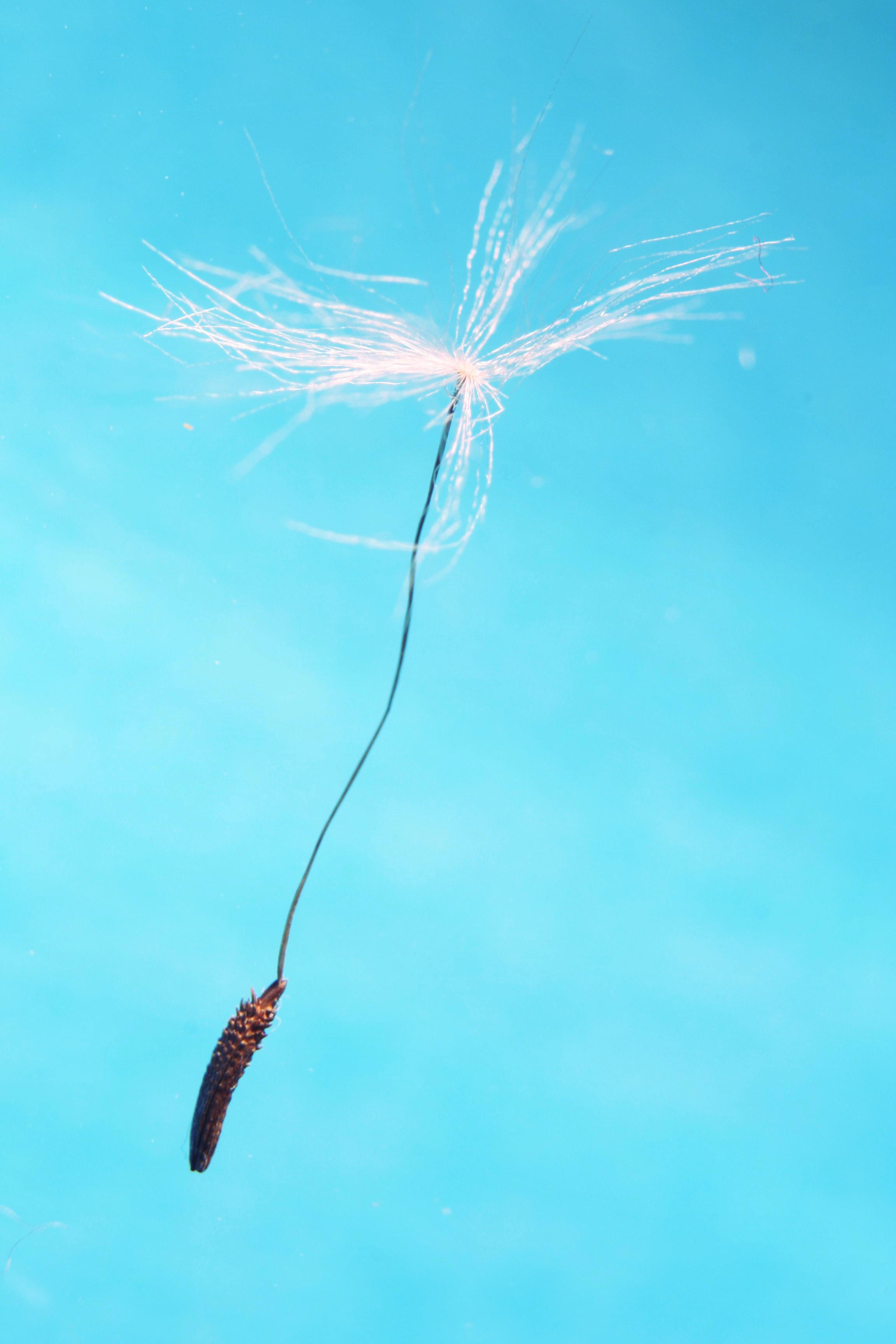
Semeno pampelišky uzpůsobené pro přenášení větrem

Anemochorie je způsob šíření semen nebo plodů rostlin větrem. Možná nejznámější rostlinou, jejíž semena se rozšiřují pomocí anemochorie, je pampeliška.
Rostliny mají několik možností jak využít větru:
- semena se nechají volně unášet větrem, tímto způsobem mohou urazit několik metrů i několik kilometrů. (např. pampeliška, tzv. meteorochorie)
- vítr rozptýlí semena umístěná v tobolkách, dosažená vzdálenost je jen pár metrů (např. mák vlčí)
- rostlina se pustí půdy a je celá unášena větrem, semena opadávají postupně – tzv. stepní běžci

Všechny spory šířící se pomocí větrných proudů jsou poměrně lehké, nebo (v případě vyšší hmotnosti) používají různé povrchové struktury (chmýří, blanitá křídla a lemy, vzdušné měchýřky…), které jim usnadňují let.

## Letci
Roznášení diaspor větrem je nejstarší způsob šíření výtrusných rostlin. Na rozdíl od výtrusů jsou semena vícebuněčné útvary, často viditelné pouhým okem. Stejně jako výtrusy jsou šířena i mikroskopická semena vstavačovitých a zárazovitých rostlin.
Větší semena a plody létají pomocí speciálních povrchových struktur:
- Chmýr na semenech vrb, topolů, vrbovek a vrbek, kde je tvořen jednoduchými chlupy, nebo na plodech hvězdnicovitých rostlin (pampeliška, kozí brada), kde tvoří pérovitě větvené paprsky nažek a vzniká přeměnou kalicha. Plocha vystavená působení větrných proudů je dána délkou a složitostí chmýru.
- Blanité lemy a křídla se nachází na těžkých semenech javoru, jilmu a jasanu, stejně jako na nažkách olší a bříz.
- Další útvary – nažky s dlouhými pérovitými chlupatými přívěsky (koniklec), Trichomy rostoucí na povrchu semena katalpy, vlasovité útvary, které vytváří ruj vlasatá, balonovitě nafouklé kalichy na semenech jetele jahodnatého (Trifolium fragiferum).

## Stepní běžci
Na volných prostranstvích (stepi, pláže, pouště…) využívají rostliny zvláštní strategii. V době zralosti usychá celá rostlina a suchá lodyha se díky větru valí po povrchu v podobě suché koule a postupně uvolňuje semena. V Česku tento způsob šíření používá katrán tatarský, máčka ladní, šáter látnatý, srpek obecný a řeřicha rumní.

## Balisté
Tyto rostliny se snaží napomoci šíření semen vysokou lodyhou, která je vyšší, než okolní porost. Mají těžká, neochmýřená semena bez povrchových struktur k letu, ale vítr napomáhá jejich šíření tím, že rozkýve celou rostlinu a semena vypadávají z tobolek ve vrcholových partiích. Tento způsob šíření semen má mák, divizna, hvozdík, knotovka, česnek, kmín, mrkev a mnoho dalších.